# Viridian Tower
Der Viridian Tower ist ein Wolkenkratzer in Nashville, Tennessee. Er hat eine Gesamthöhe von 115 m und 31 Etagen. Er ist zurzeit das neunthöchste Gebäude der Stadt.
Im Gebäude befindet sich ein H.G. Hill Shop im Erdgeschoss, ein Pool auf dem Dach sowie ein Fitnesscenter mit angeschlossenem Clubraum. Im Jahr 2007 erhielt der Viridian Tower die Auszeichnung zum Projekt des Jahres des Urban Land Institute.